# 高射機関砲システム
高射機関砲システム（こうしゃきかんほうシステム）は、防衛省の研究事業。主砲に40mmテレスコープ弾機関砲（CTA機関砲）を搭載する装輪式自走高射機関砲である。

## 概要
低空から進入する戦闘爆撃機や各種ミサイル、UAV等を撃墜することを目的とした機関砲システムである。
本車についての公開情報は少ないが、過去の広報映像などに試作車の姿が残されている。車体は8輪型で、上部に車体比でかなり大柄な単装砲塔を備える。自衛隊の装甲車両は操縦手席はすべて右ハンドルもしくは中央にあるが、本車は96式装輪装甲車や16式機動戦闘車の操縦手用補助風防に似たものを前部左側に装着している。エンジン区画は操縦席部より後ろ、砲塔の前側にあるとみられる。
装輪装甲車 (改)において、試作段階へ進んだコマツの車幅2.5m案の他に、検討段階では三菱重工業が16式機動戦闘車と同系列の幅2.98m案と、2.73m案を出していたといわれ、本車の車体部はエンジンの配置等で三菱2.73m案と類似点が多い。本車の研究試作事業名は「近接戦闘車用機関砲システムの研究」であり、砲塔搭載型車両とともに偵察用センサーマスト搭載車両の試験が行われており、実質は近接戦闘車の装備化に向けた事前準備であったと言える。
しかしその後事業は約10年間停止し、あらためて装備化された歩兵戦闘車型と偵察型を含む共通戦術装輪車においては16式機動戦闘車ベースの車両が選定され、中止となった装輪装甲車 (改)に代わる次期装輪装甲車においてもパトリアAMVが選定されており、本事業の車体やテレスコープ弾機関砲などの成果物から直接の採用化はされなかった。